# Pámbis Kyrítsis
Pámbis Kyrítsis (grec moderne : Πάμπης Κυρίτσης), né le 17 juin 1958 à Larnaca (Chypre), est un syndicaliste et un homme politique chypriote.

## Biographie
En 1995, il devient secrétaire exécutif de la Fédération panchypriote du travail (PEO), puis en 1999 son secrétaire général. 
Candidat lors des élections législatives chypriotes de 2006, Kyritsis est élu à Larnaca pour le Parti progressiste des travailleurs (AKEL). Il y a présidé la Commission parlementaire du travail et de la sécurité sociale. Il perd son siège à la suite des élections législatives chypriotes de 2011.
Kyrítsis a démissionné de ses postes syndicaux en 2021. En 2022, il a été élu secrétaire général de la Fédération syndicale mondiale (FSM).